# Mohammed Omar Ahmed
Mohammed Omar Mohamed Ahmed (in arabo محمد عمر محمد أحمد الشدادي‎?; Dubai, 11 novembre 1976) è un ex calciatore kuwaitiano, attaccante, già capitano della Nazionale emiratina.
È il fratello minore di Zuhair Bakhit.

## Carriera

### Club
Ha esordito nell'Al-Wasl per poi trasferirsi nel Dhofar, poi nell'Al-Ain, Al Jazira, nell'Al-Dhafra, nell'Al-Nasr, nell'Ajman per poi ritornare nell'Al-Wasl.

## Palmarès

### Club

#### Competizioni nazionali
- UAE Arabian Gulf League: 4

Al Wasl: 1996-1997
Al Ain: 2001-2002, 2002-2003, 2003-2004
- UAE Super Cup: 1

Al Ain: 2002-2003

#### Competizioni internazionali
- AFC Champions League: 1

Al Ain: 2002-2003
- Coppa dei Campioni del Golfo: 1

Al Jazira: 2006-2007